# Zapasy na Igrzyskach Azji Południowej 1999
Turniej zapasów na Igrzyskach Azji Południowej rozegrano w Nepalu w mieście Katmandu. 

## styl wolny
| Waga   | Złoto:              | Srebro:        | Brąz:               |
| 54 kg  | Kripa Shankar Patel | Robin Masih    | Abeyrathna Kumara   |
| 58 kg  | Manoj Kumar         | Pappo Rehiwan  | Shomari Yadav       |
| 63 kg  | Mukesh Kumar        | Zahid Khan     | Kmaz Hussain        |
| 69 kg  | Sujeet Maan         | Muhammad Ali   | Upendra Das Bairagi |
| 76 kg  | Pawan Kumar         | Muhammad Usman | Jamaluddin          |
| 85 kg  | Anuj Kumar          | Muhammad Umar  | Bramha Dev Yadav    |
| 97 kg  | Shamsher Singh      | Dost Ali       | Raji Sharan Yadav   |
| 130 kg | Bashir Bhola Bhala  | Surender Kumar | Dharma Raj Yadav    |

## Tabela medalowa
Gospodarz zawodów został zaznaczony kolorem.
| Poz.    | Państwo    |   |   |   | Łącznie |
| 1       | Indie      | 7 | 1 | 0 | 8       |
| 2       | Pakistan   | 1 | 7 | 0 | 8       |
| 3       | Nepal      | 0 | 0 | 5 | 5       |
| 4       | Bangladesz | 0 | 0 | 2 | 2       |
| 5       | Sri Lanka  | 0 | 0 | 1 | 1       |
| Łącznie | Łącznie    | 8 | 8 | 8 | 24      |